# Хроника ночи
«Хроника ночи» — советский художественный фильм режиссёра Алексея Спешнева, снятый на киностудии «Беларусьфильм» в 1972 году. Премьера фильма состоялась 4 июня 1973 года.

## Сюжет
Самолёт, на котором летел в одну из африканских стран доктор Чухнин, захвачен террористами. Им поручено не допустить оказания срочной медицинской помощи лидеру повстанцев Гиту. Под угрозой оружия экипажу воздушного судна приказано изменить маршрут. Командир экипажа был убит при попытке оказать сопротивление. За управление самолётом взялся один из пассажиров.
Промежуточный аэродром, где должен был сесть лайнер, подвергся бомбардировке, и возникла срочная необходимость в очередной замене маршрута. Террористы пали жертвой собственной самонадеянности и были обезврежены руками заложников. Самолёт почти перешёл в руки группы анархистов, летевших этим же рейсом. Однако под напором возмущённых пассажиров те были вынуждены оставить свой замысел.
Самолёт, получивший пробоину от ружейной стрельбы, едва смог совершить посадку в столичном аэропорту той страны, где власть перешла в руки повстанческой армии. Пережившие ночной кошмар уцелевшие пассажиры встретились на обезображенной разрывами снарядов взлётной полосе с передовыми отрядами победившего народа.

## В ролях
- Анатолий Ромашин — Глеб Чухнин
- Джемма Фирсова — Света
- Зана Занони — Клео Гиту
- Мишель Тагора — Альберто
- Клара Юсупжанова — Туан Хонг
- Александр Вокач — Джон Стюарт
- Татьяна Конюхова — Лиз Стюарт
- Аудрис Хадаравичюс — Палмер
- Ефим Копелян — Луис
- Арнис Лицитис — Рикардо
- Ольга Гобзева — Габи
- Ян Арлазоров — Пеппи
- Анатолий Мазловский — Гуго
- Феликс Эйнас — чиновник ЮНЕСКО
- Волдемар Акуратерс — господин с юга
- Паул Буткевич — американец
- Валерий Погорельцев — скрипач
- Гражина Байкштите — стюардесса
- Людмила Солоденко — стюардесса
- Янис Мелдерис — пилот
- Юрис Стренга — радист

## Съёмочная группа
- Автор сценария и режиссёр-постановщик: Алексей Спешнев
- Оператор-постановщик: Юрий Марухин
- Композитор: Лев Солин
- Художник-постановщик: Евгений Игнатьев
- Звукооператор: Борис Шангин
- Режиссёры: Валентин Попов, Сергей Нилов
- Оператор: Олег Шкляревский
- Художник по костюмам: Г. Окман
- Художник-гримёр: Григорий Храпуцкий
- Монтажёр: Е. Сватко
- Редактор: С. Поляков
- Мастер по свету: Е. Дубовик
- Консультант: заслуженный пилот СССР Д. Глущенко
- Директор: Виктор Поршнев